# Фломастер
Фломастер је оловка која поседује сопствени извор мастила направљен од упијајућег материјала као што је филц. Врх којим се црта или пише је такође направљен од филца. Поклопац фломастера има улогу да спречи сушење мастила.
Све до почетка деведесетих година 20. века, као растварачи мастила коришћени су толуен и ксилен, две супстанце које су штетне и непријатног мириса. Данас се мастило у фломастерима прави на бази алкохола.
Фломастер је добио назив по америчкој фабрици Flo-Master из друге половине 20. века.

## Врсте фломастера
Фломастери се производе у различитим бојама и различите дебљине. Такође, фломастери могу имати различиту намену:
- Фломастери за цртање
- Перманентни маркер
- Неперманентни маркер
- Сигнир
- Безбедносни маркер
- Маркер за изборе